# Тропічні та субтропічні луки, савани і чагарники

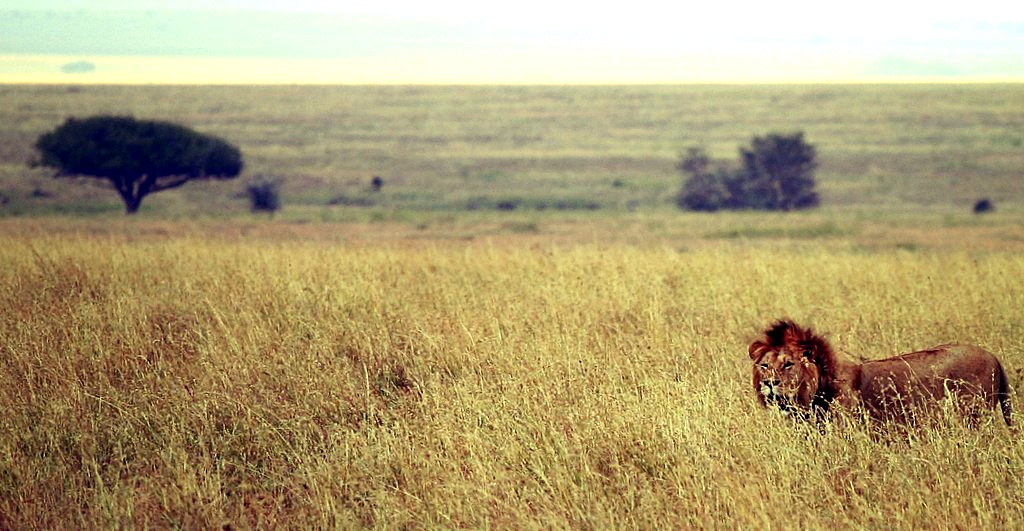
Африканська савана

Територія, зайнята біомом

Тропічні та субтропічні луки, савани і чагарники (англ. Tropical and subtropical grasslands, savannas, and shrublands) — один з 14 біомів за класифікацією Всесвітнього фонду природи, який знаходиться у субтропічних і тропічних широтах.

## Характеристики
Площа: 20,2 млн км2 (13,8 %); широти: від 30° пд.ш. до 30° пн.ш.; опадів близько 90—150 см на рік; клімат напівпосушливий і напіввологий, може бути велика мінливість вологості ґрунту протягом року; рослинність: прерійні трави, чагарники і поодинокі дерева.